# Dicranomyia (Nealexandriaria) atromaculata
Dicranomyia (Nealexandriaria) atromaculata is een tweevleugelige uit de familie steltmuggen (Limoniidae). De soort komt voor in het Australaziatisch gebied.